# 美姑耳蕨
美姑耳蕨（学名：Polystichum meiguense）为鳞毛蕨科耳蕨属下的一个种。

## 扩展阅读
- 維基物種上的相關：美姑耳蕨